# Ронуи

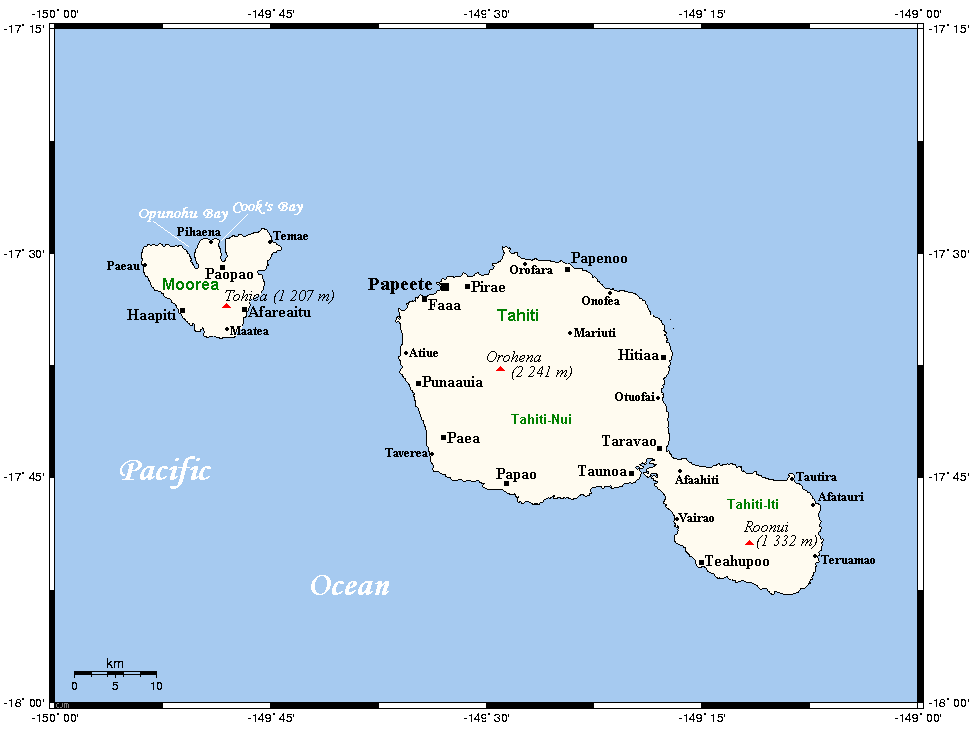
Гора Ронуи на карте Таити

Ронуи или Гора Ронуи или Рониу или Роони — вулкан, расположенный на острове Таити во Французской Полинезии в южной части Тихого океана.

## Описание
Ронуи вулкан щитового типа. Расположен на Таити-Ити, который является юго-восточной частью Таити. Высота вулкана составляет 1331 или 1332 метра над уровнем моря. Это делает Ронуи одной из самых высоких точек Таити и самой высокой на Таити-Ити.
Ронуи является одним из трех вулканов, которому приписывается образование Таити.